# Feyd-Rautha Harkonnen
Feyd-Rautha Harkonnen (10.174-10.193) es un personaje ficticio de la saga de novelas de Dune del escritor Frank Herbert. En la película Dune de David Lynch (adaptación cinematográfica de la primera novela de la saga) es interpretado por el cantante Sting. Es el sobrino más joven del barón Vladimir Harkonnen, quien lo ha elegido como Na-Baron, esto es como su sucesor en la casa Harkonnen y el paso final para dominación Harkonnen sobre el Imperio. 
El barón Harkonnen ha optado por Feyd-Rautha como su sucesor, despreciando a su sobrino mayor Glossu Rabban, conocido como «La Bestia» por su carácter cruel y sádico, no sirviendo a los propósitos de alcanzar por la intriga y la traición que un Harkonnen se siente en el trono de Imperio de Un Millón de Planetas.
El Barón Harkonnen, luego de aceptar servir de fachada para los planes del Emperador Shaddam IV en la destrucción de los Atreides, planeaba sellar su alianza con el matrimonio de Feyd Rautha con la Princesa Irulan Corrino, su hija mayor. Para promover el poder del Na- Barón, Feyd-Rautha es colocado al mando de Arrakis, luego de un tiránico e impopular periodo de su hermano mayor Glossu Raban, haciéndolo así parecer como el salvador de los fremen, lo que se verá obstruidos por la aparición de Muad'Dib.
Feyd-Rautha nació en Lankiveil como el segundo hijo de Abulurd Harkonnen y su esposa Emmi, siendo la esperanza de su padre para recuperar el perdido honor del nombre de la Casa Harkonen, y un alivio para sus nobles padres, en comparación a la brutalidad de su primer hijo Glossu Rabban. Feyd obtuvo su nombre de su abuelo materno Rautha Rabban. 
Era el producto de un programa genético desarrollado hace cientos de generaciones por la Bene Gesserit, para producir el anhelado
Kwisatz Haderach, de quien sería su padre al unirse a una proyectada heredera Atreides, planes que son frustrados por Lady Jessica quien desafiando la Hermandad no concibe una hija con el duque Leto sino a un varón: Paul Atreides. De esta manera, ambos herederos de las Casas Harkonnen y Atreides, respectivamente, son representativos de la enconada e irreconciliable oposición y odio entre sus Casas, por lo que la Bene Gesserit conociendo el riesgo de que destruyan miles de años de ingeniería genética en caso de que alguno o ambos jóvenes sean asesinados, envía a una de sus discípulas, Lady Margot Fenring, para que seduzca a Feyd y conciba su hijo, salvando esta línea genética para ignotos nuevos planes de la Hermandad.
Finalmente, al ascender al trono su rival Atreides, ambos jóvenes se enfrentan en Arrakis, terminando con la muerte de Feyd-Rautha Harkonnen a manos del ahora Emperador Paul Muad'Dib.
- Datos: Q2468873